# Lamprosema nigricostalis
Lamprosema nigricostalis là một loài bướm đêm trong họ Crambidae.